# スタニスワフ・エルネスト・デーンホフ

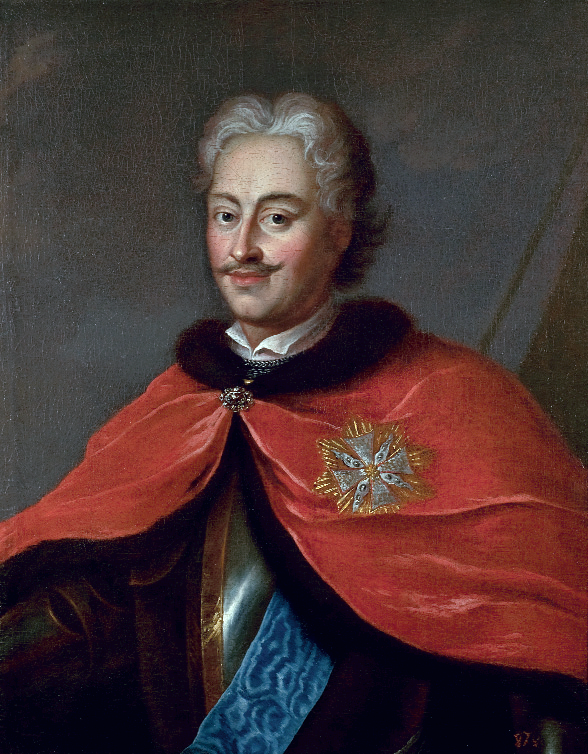
スタニスワフ・エルネスト・デンホフ

スタニスワフ・ミハウ・エルネスト・デーンホフ（ポーランド語:Stanisław Michał Ernest Denhoff；ドイツ語:Stanislaus Michael Ernest Denhoff,1673年 - 1728年8月2日）は、ポーランド・リトアニア共和国の貴族、ヘトマン。

## 生涯
王領プロイセンのドイツ系貴族デーンホフ家の出身。1697年よりリトアニア狩猟長、1709年よりリトアニア野戦ヘトマン、1721年より王冠領大旗手およびポウォツク県知事を務めた。またコシツェジナの代官でもあった。1712年4月、1712年12月に開かれた2度の国会で議長を務めている。1704年にはアウグスト2世を支持するサンドミェシュ連盟の司令官となった。
1724年、アダム・ミコワイ・シェニャフスキの一人娘で女子相続人のマリア・ゾフィアを二番目の妻に迎えた。デンホフの死後、マリア・ゾフィアはアウグスト・アレクサンデル・チャルトリスキ公と再婚した。